# 無任所大臣 (日本)
本項では、日本の無任所大臣について詳述する。略称は無任相。
日本において無任所大臣は、内閣総理大臣や各省の大臣が所管しない事務を担当する国務大臣のことである。広義には各省大臣以外の大臣を指し、内閣官房長官、国家公安委員会委員長、内閣府特命担当大臣も含まれるが、狭義ではこれらを除いた、どの行政機関も管掌しない大臣を指す。他国にも、同様の制度が存在する。
なお、この語は公式な法令用語ではなく、通称あるいは学問上の呼称にとどまる。広義の無任所大臣の対義語として「主任の大臣」がある。

## 旧憲法下における「班列」と「無任所国務大臣」
かつて旧憲法下においては、内閣官制（明治22年勅令第135号）第10条は、「各省大臣ノ外特旨ニ依リ国務大臣トシテ内閣員ニ列セシメラルヽコトアルヘシ」と規定しており、この規定によって無任所大臣が置かれていた。しかしここでいう「国務大臣」は正式な官名ではない。旧憲法における国務大臣とは各省大臣（内閣総理大臣を含む）の総称として使用されており、現憲法下で行われているような、まず国務大臣として任命され、その後に各省大臣を命ぜられるという形式ではなかった。そのため、この内閣官制第10条でいう「国務大臣トシテ」とは内閣構成員たる各省大臣と同等の立場とすることを意味しているのにとどまり、国務大臣という名称の官に任ずることを意味しているのではない。
従って、実際の発令においては、例えば枢密院議長の職にある者は枢密院議長たる本官の資格において「特ニ内閣ニ列セラル」との勅書が下されることにより、内閣の構成員（閣僚）となっていたのであって、「国務大臣ニ任ズ」という発令が行われていたのではない。このような発令により閣僚となった者については、内閣の崇班に列したとの意味合いから「班列（はんれつ）」と呼ばれる慣例になっていた。
別に本官をもたない者（いわゆる民間人）が班列とされた場合はなかったためこのような形式でも支障はなかったが、制度を厳格に規定することとなり、「内閣官制第十条ノ規定ニ依リ国務大臣トシテ内閣員ニ列セシメラルル者ニ関スル件」（昭和15年勅令第843号）が制定され、1940年12月6日以降は「任国務大臣」との発令が行われるようになった。これにより班列と称することはなくなった。

## 新憲法下における「無任所国務大臣」
現憲法下では、「内閣法」（昭和22年法律第5号）に無任所大臣に関する規定が継承されている。
内閣法第3条第1項は、「各大臣は、別に法律の定めるところにより、主任の大臣として、行政事務を分担管理する」と定めているが、続く第2項で「前項の規定は、行政事務を分担管理しない大臣の存することを妨げるものではない」としており、無任所大臣を置くことを認めている。ただし、このような大臣を正式にどのように呼称するかの規定がないため、「無任所大臣」の用語は通称・俗称として扱われている。
この場合、有任所か無任所かの区別は「分担管理」という用語の有無でなされており、この内閣法の規定を受け内閣府設置法・国家行政組織法では各省大臣が行政事務を「分担管理する」と明記しているのに対し、広義と狭義とで属性の分かれる3ポスト（内閣官房長官、国家公安委員会委員長、内閣府特命担当大臣）についてはいずれも関係法令に「分担管理」をするとの文字が用いられていないことから、法令の分野ではそれら3ポストを無任所大臣としているものと解される。他方、学術的には、「分担管理」の語の有無にかかわらず、一定の組織の責務を担っているという実態に着目してそれら3ポストを無任所大臣とはしないとする考え方もある。

## 日本国憲法下における無任所大臣（狭義）
- いわゆる狭義の無任所大臣を掲載する。副総理もこれに含める。ただし、掲載対象は1947年5月24日の片山内閣以降の閣僚とし、憲法第103条の経過規定により旧憲法時代から継続して同日まで在任した第1次吉田内閣の無任所の国務大臣については、掲載しない。
- 無任所大臣となった始期が同一である場合は、官報での国務大臣の辞令掲載順による。
- 「内閣」欄には、新首相任命に伴う次数のみ区別して記載する（記述が煩雑・輻輳するため改造の次数は区別しない）。
- 「役職等」欄には、官報の人事異動欄のうち内閣の項に掲載されるレベルの辞令のみを記載し、省庁の項に掲載されるレベルの辞令（審議会の委員の兼務等）は記載しない（ただし、自動就任でない会長・副会長職の場合は記載）。
- 「備考」欄には、無任所となる前後の経緯を記載する（ただし、無官であった場合及び無官となった場合の記載は省略）。特記ない場合は日付は当該始期又は終期の当日である。
- 1949年5月31日までの行政官庁法に基づく内閣官房長官は同法の規定上国務大臣からの補職対象でなく、国務大臣と内閣官房長官を兼任する場合はともに「任命する」との辞令を受けるなど並立の職であったため、国務大臣の部分が無任所である場合に本表の掲載対象とするが、同年6月1日以降の内閣法に基づく内閣官房長官は国務大臣の補職対象である（辞令上は「国務大臣に任命する」、「内閣官房長官を命ずる」という違いがある）ため、内閣官房長官の職自体が国務大臣としての任所であるとみなし本表掲載の対象としない。

| 氏名         | 内閣              | 役職等                                  | 期間                            | 備考 |
| ------------ | ----------------- | --------------------------------------- | ------------------------------- | --- |
| 西尾末廣     | 片山内閣          | 内閣官房長官                            | 1947年6月1日 - 1948年3月10日    | 内閣官房長官兼官依願免後、片山内閣総辞職により国務大臣の地位喪失 芦田内閣で国務大臣再任（副総理）                                     |
| 林平馬       | 片山内閣          |                                         | 1947年6月1日 - 1947年11月25日   | 国務大臣依願免官 |
| 米窪滿亮     | 片山内閣          | 労働省設置準備委員会会長（6月10日以降） | 1947年6月1日 - 1947年9月1日     | 労働省の設置に伴い労働大臣就任 |
| 笹森順造     | 片山内閣          |                                         | 1947年10月15日 - 1948年2月1日   | 復員庁の廃止に伴い同庁総裁の地位喪失（無任所） 賠償庁の設置に伴い同庁長官就任                                                         |
| 竹田儀一     | 片山内閣          |                                         | 1947年12月4日 - 1948年1月7日    | 地方財政委員会の設置に伴い同委員会委員長就任                                                                                          |
| 苫米地義三   | 芦田内閣          | 内閣官房長官                            | 1948年3月10日 - 1948年10月15日  | 片山内閣総辞職により国務大臣の地位喪失（運輸大臣） 内閣官房長官兼官依願免後、芦田内閣総辞職により国務大臣の地位喪失                   |
| 西尾末廣     | 芦田内閣          | 副総理                                  | 1948年3月10日 - 1948年7月6日    | 国務大臣依願免官 |
| 森幸太郎     | 第2次吉田内閣     |                                         | 1948年10月19日 - 1949年2月16日  | 第2次吉田内閣総辞職により国務大臣の地位喪失 第3次吉田内閣で国務大臣再任（農林大臣）                                                   |
| 林讓治       | 第3次吉田内閣     | 副総理、科学技術行政協議会副会長        | 1950年6月28日 - 1951年3月13日   | 第3次吉田内閣第1次改造に伴う厚生大臣退任により無任所（副総理） 国務大臣依願免官後、衆議院議長就任                                     |
| 益谷秀次     | 第3次吉田内閣     |                                         | 1951年7月4日 - 1951年12月26日   | 第3次吉田内閣第3次改造に伴い国務大臣依願免官                                                                                          |
| 大橋武夫     | 第3次吉田内閣     | 警察予備隊担当大臣                      | 1951年12月26日 - 1952年8月1日   | 第3次吉田内閣第3次改造に伴う法務総裁退任により無任所（警察予備隊担当）                                                                |
| 山崎猛       | 第3次吉田内閣     |                                         | 1951年12月26日 - 1952年9月2日   | 第3次吉田内閣第3次改造に伴う運輸大臣退任により無任所 経済審議庁長官就任                                                               |
| 岡崎勝男     | 第3次吉田内閣     |                                         | 1951年12月26日 - 1951年12月27日 | 非・国務大臣の内閣官房長官から国務大臣就任（無任所） 賠償庁長官就任                                                                   |
| 岡崎勝男     | 第3次吉田内閣     |                                         | 1952年4月28日 - 1952年4月30日   | 賠償庁の廃止に伴い同長官の地位喪失（無任所） 外務大臣就任                                                                             |
| 大野木秀次郎 | 第3次吉田内閣     |                                         | 1952年9月2日 - 1952年10月30日   | 第3次吉田内閣総辞職により国務大臣の地位喪失 第4次吉田内閣で国務大臣再任（無任所）                                                     |
| 中山壽彦     | 第3次吉田内閣     |                                         | 1952年9月2日 - 1952年10月30日   | 第3次吉田内閣総辞職により国務大臣の地位喪失                                                                                           |
| 山縣勝見     | 第3次吉田内閣     |                                         | 1952年9月2日 - 1952年10月30日   | 第3次吉田内閣総辞職により国務大臣の地位喪失                                                                                           |
| 大野木秀次郎 | 第4次吉田内閣     |                                         | 1952年10月30日 - 1953年5月21日  | 第4次吉田内閣総辞職により国務大臣の地位喪失                                                                                           |
| 林屋龜次郎   | 第4次吉田内閣     |                                         | 1952年10月30日 - 1953年5月21日  | 第4次吉田内閣総辞職により国務大臣の地位喪失                                                                                           |
| 緒方竹虎     | 第4次吉田内閣     | 副総理                                  | 1953年3月24日 - 1953年5月21日   | 内閣官房長官退任により無任所（副総理） 第5次吉田内閣で国務大臣再任（副総理）                                                          |
| 安藤正純     | 第5次吉田内閣     | [ 6 ]                                   | 1953年5月21日 - 1954年11月24日  | 国務大臣依願免官 |
| 緒方竹虎     | 第5次吉田内閣     | 副総理                                  | 1953年5月21日 - 1954年7月27日   | 北海道開発庁長官就任 |
| 大野伴睦     | 第5次吉田内閣     |                                         | 1953年5月21日 - 1954年1月14日   | 北海道開発庁長官就任 |
| 大野木秀次郎 | 第5次吉田内閣     |                                         | 1953年5月21日 - 1954年12月10日  | 第5次吉田内閣総辞職により国務大臣の地位喪失                                                                                           |
| 加藤鐐五郎   | 第5次吉田内閣     |                                         | 1954年1月9日 - 1954年4月22日    | 法務大臣就任 |
| 加藤鐐五郎   | 第5次吉田内閣     |                                         | 1954年6月19日 - 1954年12月10日  | 法務大臣退任により無任所 第5次吉田内閣総辞職により国務大臣の地位喪失                                                                  |
| 石井光次郎   | 第1次岸内閣       | 副総理（5月20日以降）                   | 1957年2月25日 - 1957年7月10日   | 第1次岸内閣改造に伴い行政管理庁長官及び北海道開発庁長官就任                                                                           |
| 池田勇人     | 第2次岸内閣       |                                         | 1958年6月12日 - 1958年12月31日  | 国務大臣依願免官 |
| 河野一郎     | 第3次池田内閣     | 副総理、東京オリンピック担当大臣        | 1964年7月18日 - 1964年11月9日   | 第3次池田内閣改造に伴う建設大臣、近畿圏整備長官及び首都圏整備委員会委員長退任により無任所 第3次池田内閣総辞職により国務大臣の地位喪失 |
| 河野一郎     | 第1次佐藤内閣     |                                         | 1964年11月9日 - 1965年6月3日    | 第1次佐藤内閣改造に伴い国務大臣依願免官                                                                                               |
| 三木武夫     | 第1次田中角栄内閣 | 副総理（8月29日以降）                   | 1972年7月7日 - 1972年12月22日   | 第1次田中角栄内閣総辞職により国務大臣の地位喪失 第2次田中角栄内閣で国務大臣再任（環境庁長官）                                         |
| 西村英一     | 第2次田中角栄内閣 |                                         | 1974年6月24日 - 1974年6月25日   | 6月26日国土庁の設置に伴い同庁長官就任                                                                                                 |
| 牛場信彦     | 福田赳夫内閣      | 対外経済担当大臣（12月10日以降）        | 1977年11月28日 - 1978年12月7日  | 福田赳夫内閣総辞職により国務大臣の地位喪失                                                                                            |
| 金丸信       | 第3次中曽根内閣   | 副総理、民間活力導入担当大臣            | 1986年7月22日 - 1987年11月6日   | 第3次中曽根内閣総辞職により国務大臣の地位喪失                                                                                         |
| 山花貞夫     | 細川内閣          | 政治改革担当大臣                        | 1993年8月9日 - 1994年4月28日    | 細川内閣総辞職により国務大臣の地位喪失                                                                                                |
| 小里貞利     | 村山内閣          | 阪神・淡路大震災復興対策担当大臣        | 1995年1月20日 - 1995年8月8日    | 北海道開発庁長官及び沖縄開発庁長官退任により無任所（震災復興対策担当） 村山内閣改造に伴い国務大臣依願免官                             |
| 柳澤伯夫     | 小渕内閣          | 金融再生担当大臣                        | 1998年10月23日 - 1998年12月15日 | 国土庁長官退任に伴い無任所（金融再生担当） 金融再生委員会の設置に伴い同委員長就任                                                     |
| 笹川堯       | 第2次森内閣       | 総合科学技術会議担当大臣                | 2000年12月5日 - 2001年1月6日    | 中央省庁再編に伴い科学技術政策担当大臣就任                                                                                            |

1. ↑  行政官庁法に基づく内閣官房長官であり国務大臣の補職ポストではないため、正式な肩書は「兼」の字が入る「国務大臣兼内閣官房長官」。併せて（補職のときには付されない）一級官吏にも叙されている。国務大臣としての側面での補職辞令がないため無任所大臣として扱う。
2. ↑  労働省設置準備委員会規程（昭和22年6月5日閣議決定）に基づく時限的な職である。「任命する」又は「命ずる」でなく「指名する」と表記される職であり、いわゆる閣僚名簿にも登載されないレベルのものであるため6月10日以降の期間も含めて無任所として扱う。
3. ↑  内閣官房長官兼任の詳細は片山内閣での西尾末廣に同じ。芦田内閣では副総理の西尾より国務大臣の序列が先（11番目）となっているためこの位置に表示する。
4. ↑  いわゆる副総理に指定されているが、総理を除く国務大臣としての序列は筆頭でなく苫米地に次いで12番目となっているためこの位置に表示する。
5. ↑  警察予備隊令（昭和25年政令第260号）第9条に規定する国務大臣（官報掲載の正式な辞令はないが、当該大臣として国会に出席・答弁している。）
6. ↑  副総理の緒方より国務大臣の序列が先（12番目）となっているためこの位置に表示する。
7. ↑  いわゆる副総理に指定されているが、総理を除く国務大臣としての序列は筆頭でなく安藤に次いで13番目となっているためこの位置に表示する。
8. ↑  辞令上の正式な職名は「当面の対外経済対策に関する諸問題に関し、米国政府等と交渉するための日本政府代表」
9. ↑  辞令上の正式な職名は「国公有地等の有効活用規制緩和など民間活力の導入を推進するため行政各部の所管する事務の調整担当」
10. ↑  辞令上の正式な職名は「政治改革を推進するため行政各部の所管する事務の調整担当」
11. ↑  辞令上の正式な職名は「兵庫県南部地震対策を政府一体となって推進するため行政各部の所管する事務の調整担当」
12. ↑  辞令上の正式な職名は「金融機能の再生及び早期健全化のための施策等を円滑に推進し金融再生委員会の設立準備に資するため行政各部の所管する事務の調整担当」